# Kalendarium John Somer
El Kalendarium de John Somer es un calendario con tablas astronómicas en la ciudad de Oxford, Inglaterra. El llamado "Tertium Opusculum Kalendarii" o “Kalendarium de John Somer”  le fue encargado su confección al astrónomo John Somer alrededor de los años 1370-1380 por Thomas Kingsbury, el cual era su superior, el provincial, y fue mandado por Joan of Kent (Juana de Kent), la princesa de Gales en estos momentos, la cual era también la madre del rey Ricardo II. Si bien no se dispone del manuscrito original, existen diversas copias. Este manuscrito, al igual que sus contemporáneos, se encuentra escrito en latín.  

## John Somer
John Somer (1340-1409) fue un fraile franciscano, astrólogo y astrónomo, nativo de la ciudad de Bridgwater, en el condado de Somerset, en Inglaterra. Somer entró a la orden Franciscana en Bridgwater a una edad temprana, y desde sus comienzos en esta orden mostró un gran interés por la astronomía y los estudios en general, por lo que fue enviado a “Greyfriars”, un convento en Oxford para seguir sus estudios. Durante su estancia en Oxford trabajó con algunos de los astrónomos más importantes del momento debido a que llamaba la atención por su interés en el campo, además de conseguir también que ciertos personajes de la corte real inglesa se fijaran en él.

## Organización general
Este tipo de calendarios llevaban creándose con la misma base en Inglaterra desde el siglo XIII para conocer cuándo celebrar el día de Pascua, pero a diferencia de los calendarios anteriores, el de John Somer contiene más cantidad de contenido astrológico, en particular este calendario parece estar orientado a crear cálculos astrológicos. También incluye información sobre medicina, al igual que información que relaciona la medicina con la astrología, y esto a pesar de incluirse también en los manuscritos anteriores, destaca debido a su inclusión de los datos relacionados con la medicina en el calendario en sí.
Este libro también fue usado de manera pedagógica para enseñar aspectos básicos de la astronomía, y de igual manera ser útil para las personas con una alfabetización, ya que contaban con recursos sobre astronomía. Debido al profundo tema religioso tras este libro y el calendario, en cuanto al cálculo continuo de fechas relacionadas con el cristianismo, solía estar en manos de personas con una gran religiosidad, debido a la precisión de fechas que este calendario ofrece, como también con una educación y un nivel social, como podían ser personas universitarias, de la corte, o nobles. Además en la época medieval ciertos recursos naturales como la luna y sus fases, eran básicos para decidir cuando realizar eventos importantes como casarse, y esto acaba llevando a un uso del libro para realizar ciertos pronósticos. De esta manera se observa que el pensamiento astrológico estaba muy presente en prácticamente todos los niveles sociales de la sociedad inglesa del siglo XV, ya que también se pensaba que los cuerpos celestes influían sobremanera en casi todos los aspectos de la vida de la población como podrían ser las guerras, las epidemias y el hambre, además de sucesiones dinásticas, salud o éxito. Por lo que se trataba de un tema muy popular en este siglo.
A pesar de no contar con la copia original, a partir de las distintas copias de épocas más tardías y su comparación entre ellas, se puede llegar a la conclusión de los distintos temas que se tocaban en el manuscrito de John Somer, el cual consta de diferentes secciones: 
- Prólogo

- Tabla de conversión de números romanos y árabes: esta tabla en época medieval era bastante usada debido a que muchas personas no sabían  números árabes, por lo que necesitaban la conversión desde los números más conocidos y usados, los romanos. Sin embargo, al terminar la Edad Media, en el siglo XV, estas tablas de conversiones acaban desapareciendo de los calendarios, debido a un mayor conocimiento general de los números árabes.

- Tabla de años bisiestos.

- Tabla de los días festivos: esta tabla se crea alrededor del cálculo de la fecha del día de Pascua, y a partir de esto se enumeran las fechas exactas de las distintas festividades cristianas, como son: la Cuaresma, el día de la Ascensión de Jesucristo, y el Pentecostés.

- Calendario de meses.

- Tabla de planetas dominantes: el aspecto astrológico del manuscrito de Somer es influenciado por la creencia de que cada planeta domina una hora del día o la noche. Esto era relevante y una información extendida debido a que, en teoría, cada planeta desprende una energía negativa (Saturno y Marte) o positiva (por ejemplo, Júpiter o Venus).[1]

- Tabla de la posición de la luna en el zodiaco.

- Diagrama de eclipses solares.

- Diagrama de eclipses.

- Seis volvelles, cada uno con una aguja en movimiento. Se trata de un diagrama circular marcado con datos astrológicos el cual se equipa con un puntero móvil (volvelle). Era usado para que el médico ordenara los datos según la posición del sol y la luna..

La información sobre uso exacto que se le dio a este libro no ha llegado hasta nuestros días, pero existe una teoría mayoritaria sobre su uso en la medicina, debido a la información sobre esta que se incluye, por ejemplo, en el “Hombre del zodiaco” (“Homo Signorum”) conectado a la figura del  “Hombre venoso” (“Homo Venarum”), se pensaba que cada signo dominaba en una parte del cuerpo, y normalmente era acompañado por textos astrológicos y sobre medicina, uniendo ambas cosas. Otra noción sobre medicina en relación con astrología era la idea de que los planetas y sus movimientos tenían un efecto real en el cuerpo de los seres humanos.  
Un ejemplo de esto es una aclaración de John Somer sobre la importancia de saber la localización y horas de los planetas a la hora de hacer una flebotomía, es decir, a la hora de sacar sangre, en este caso un planeta como Júpiter no podría estar rigiendo a la hora de hacer esto debido a que sus cualidades de calidez las comparte con la sangre, ya que como se observa en las dos figuras mencionadas anteriormente se resaltaba la complejidad de la disposición física por donde circulaba la sangre humana y la incidencia de los astros en ella. Por ello se empezaron a insertar los calendarios, ya que el médico-astrólogo  necesitaba hacer un pronóstico y así conseguir un diagnóstico de cuando realizar este tipo de operaciones quirúrgicas a partir de los días que se consideraban favorables para llevarlas a cabo, todo dependiendo de los periodos en los que la luna residía en las distintas casas zodiacales y planetarias.  
Para ello realizaban un análisis conjetural de la dodecatemoria, es decir, el momento en que la Luna transita la casa astral de Aries y así poder medir lo que llamaban humores y adaptarlos a los movimientos celestes, de este modo se establecía la relación entre la estructura sanguínea de los seres humanos y las cualidades planetarias que compartían entre sí. Para concluir, debemos explicar lo que consideraban los humores, se elaboró una teoría del cuerpo humano que lo relacionaba con los cuatro elementos (tierra, agua, fuego y aire) y con cuatro humores corporales (sangre, flema, bilis amarilla y bilis negra). Se creía que la salud podía mantenerse o volverse a establecer con una regulación del aire, dieta, sueño, ejercicio, evacuación y emociones. Los médicos también solían aconsejar procedimientos invasivos y arriesgados, como las sangrías. 
Además de esto, la razón por la que la mayor teoría sobre el uso de este manuscrito es médico, es debido a lo práctico que es, ya que es un manuscrito enrollado y fácilmente portátil.

## Calendario
El calendario como otros en su tipo de la Baja Edad Media fue influido por la enciclopedia de los pensadores musulmanes, entre los que se cuentan Abu Ma’shar y Al Qa-bisi.
En cuanto a la organización  del calendario en la columna central, se encuentra una lista de los días festivos en cuanto a la religión cristiana de cada mes. A la izquierda, una columna con los días del mes en números romanos. Más a la izquierda de esta columna se encuentra la indicación del número áureo, para el cual hay que crear ciertos cálculos, los cuales servían para identificar en qué día concreto iba a ser la Pascua de ese año.
El Kalendarium de John Somer, presenta una mezcla de astronomía y astrología de manera completamente natural. Por ejemplo en el calendario del mes de abril, los signos zodiacales que influyen son Aries y Tauro. 

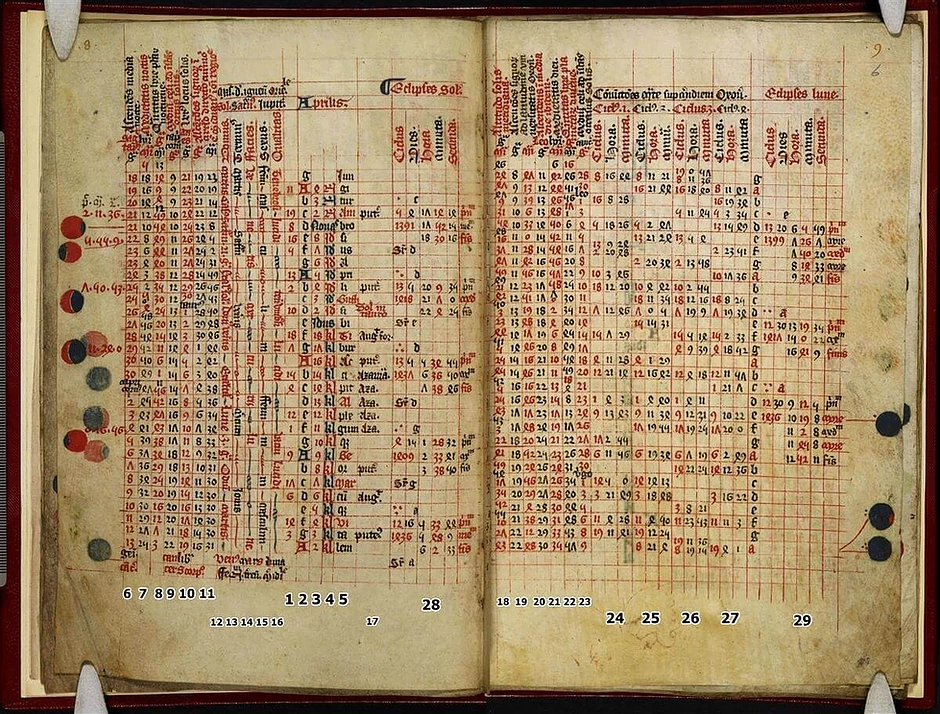
Calendario John Somer, mes de abril

Comenzando desde la columna izquierda, se observan dibujos del sol, estos, junto a la primera columna, que muestran los grados del eclipse solar a medianoche. Este grado dependerá del signo del zodiaco al cual pertenezca esa época del año. En la cuarta columna se provee la misma información, pero en vez de a medianoche, al amanecer, y una vez más dependiendo del signo zodiacal. 
La segunda columna provee información sencilla y necesaria: es el cálculo del tiempo entre la medianoche y el alba, dependiendo de la época del año, dando así la hora exacta del alba. La tercera columna es la duración de la luna cada noche, contando que una hora de luna es equivalente a quince grados de esta. 
La quinta columna calcula la distancia del sol durante un eclipse solar, contando con 360 grados para 365 días al año. La longitud del sol es una información básica para los astrónomos medievales, por lo que en la mayoría de los astrolabios también se incluía una tabla con la posición del sol en cada día del año. 
La sexta y séptima columna data  la ascensión recta, es decir, las coordenadas astronómicas para localizar los astros por encima de la esfera terrestre.
Otras columnas del mismo calendario, se adentran en la teoría astrológica bajomedieval, en la gran mayoría de casos, influenciada por los pensadores musulmanes, especialmente Al Qa-bisi.  
En la columna número doce (siguiendo contando de izquierda a derecha), hay una lista de los planetas que influyen más sobre cada signo del zodiaco, además de los grados en los cuales este planeta es más fuerte o más débil. En la siguiente columna, vuelve a relacionar cada signo astrológico con los planetas, pero en este caso debido a la teoría de que cada signo cuenta con cinco términos, y estos términos son segmentos de entre dos y diez grados, y cada uno de ellos relacionados con un planeta.
La columna número catorce se destaca por el uso de la astronomía egipcia. Esto se debe a que esta sección contiene los facies (face), un segmento de diez grados, basado en el decano de la astronomía egipcia, los cuales relacionan 36 estrellas, o pequeñas constelaciones, a cada hora nocturna. Los tres facies en este caso, de finales de Aries y principios de Tauro corresponden con Venus, Mercurio y la Luna.
Las siguientes tres columnas, se basan en especificaciones de los signos del zodiaco: estos cuentan con energía femenina o masculina, se observa que los grados correspondientes a esta parte del calendario son todos masculinos. En la siguiente tabla, habla de las cualidades de estos signos, las cuales pueden ser: brillante, oscuro o vacío.
Se puede observar claramente en este calendario como relacionaban la astrología y los signos del zodiaco con los acontecimientos de las vidas de las personas, viendo en la columna correspondiente al número 17, porcentajes de disminución de fortuna (puteus), enfermedad crónica (azamana o azemena),  y fortuna aumentada (augmentans fortunam).
Además del análisis realizado cabe destacar la medición y formulación de los meses a través de la observación de la luna era totalmente necesaria para componer el calendario y ubicar las festividades móviles, como ya mencionamos anteriormente en este apartado, en especial festividades pertenecientes a la iglesia católica. Para exponer y comprender mejor la composición del calendario cabe mencionar una de las tablas que se encuentra tanto en este como en el manuscrito de Nicholas Lynn, el cual mencionaremos más adelante. Esta era puramente astronómica pero empezó usarse casi exclusivamente de forma astrológica, se trata de una tabla utilizada para calcular la posición de la luna en los signos del zodiaco. 
En un principio la luna pasó desapercibida, ya que no se la consideraba tan importante como el resto de los planetas (Sol, Marte, Mercurio, Júpiter, Venus y Saturno), pero finalmente centró su atención en ella por diversas razones que explicaremos a continuación. Para comenzar, por su proximidad a la tierra, el término cosmológico del movimiento era muy llamativo, ya que recogía los movimientos de las esferas superiores y las transmitía su movimiento al mundo sublunar, es decir, en términos de astrología nos referimos a la magnificación por parte de la luna de las influencias astrológicas de los signos zodiacales por los que transitaba y la recogida de las influencias astrológicas de los planetas con los que se configuraba.
En el segundo punto nos encontramos con la creencia de que la Luna, al igual que el Sol, podía influir con  efectos observables en los seres vivos, en concreto en los seres humanos, como podía ser la menstruación. Por último, basándose en los efectos observados comentados en el punto anterior se empezó a pensar que la Luna influía directamente y en especial en los fluidos contenidos en los cuerpos de los seres vivos, especialmente sobre la sangre. El contenido astrológico de este manuscrito también resalta y se reafirma en una tabla en concreto, en la cual se especificaba cuál de los siete planetas regentaba o dominaba cada hora del día de la noche, con esto se atribuía a los planetas el ejercicio de influencias buenas y malas.